# Сант-Еджидіо-алла-Вібрата
Сант-Еджидіо-алла-Вібрата (італ. Sant'Egidio alla Vibrata) — муніципалітет в Італії, у регіоні Абруццо, провінція Терамо.
Сант-Еджидіо-алла-Вібрата розташований на відстані близько 150 км на північний схід від Рима, 60 км на північний схід від Л'Аквіли, 19 км на північ від Терамо.
Населення — 9773 особи (2014).
Щорічний фестиваль відбувається 1 вересня. Покровитель — Sant'Egidio Abate.

## Демографія
Населення за роками:

Станом на 1 січня 2023 року в муніципалітеті офіційно проживали 983 іноземці з 42 країн, серед них 117 громадян країн Євросоюзу та 11 громадян України.

## Сусідні муніципалітети
- Анкарано
- Асколі-Пічено
- Чивітелла-дель-Тронто
- Фоліньяно
- Мальтіньяно
- Сант-Омеро
- Торано-Нуово